# Sátori Pál
Sátori Pál, 1883-ig Pafcsuga (Körösladány, 1859. február 3. – Pesthidegkút, 1916. október 18-20 körül) műlakatos.

## Életútja
Szülei, Pafcsuga Pál és Sátori Anna, kereskedőcsaládokból származtak. Olasz származású, Rómából költöztek Magyarországra.[forrás?] Szülei római katolikusok voltak, a keresztelési anyakönyvbe körösladányi születéssel 1848 és 1864 között még hét testvérét anyakönyvezték. Tanulmányairól annyit tudunk, hogy műlakatos volt és valószínű, hogy a Békés megyében található Körösladányban nevelkedett és ott sajátította el a mesterséget. 
Pafcsuga családi nevét 1883-ban édesanyja után Sátorira változtatta.
Kis műhelye volt és főként iparművészeti tárgyak készítésével szerzett magának hírnevet. Kevés munkája azonosítható.  1890-ben szerepel először a budapesti lakatosmesterek között. Ekkor a VII. kerület Kertész utca 14., 1894-ben már a IX. Üllői út 23., 1896–1898 között a VI. kerület Izabella utca 65., 1902–1904 körül a VI. kerület Rózsa utca 62., 1904–1905 körül a VI. kerület Felső erdősor 3., 1905–1906-ban a VI. kerület Aradi utca 58. szám alatt adja meg nevét a  lakatosok listájában a Budapesti Cím- és Lakásjegyzék.
1893-ban nála volt gyakorlaton három hónapig Talpai János molnár szülőktől származó, ekkor első évfolyamos Magyar Királyi Állami Felső Ipariskolai tanuló, aki 1900/1901-ben már géplakatossegédként szerepel a budapesti lakásjegyzékben. Ugyancsak ez évben Blumenfeld Mór, a fémvasipari szakon már 3. évfolyamos Magyar Királyi Állami Felső Ipariskolai tanuló szintén nála töltötte gyakorlati idejét.
1907 után az eddigi források szerint Körösladányba költözött, földet és szőlőbirtokot vásárolt, s itt tartott fenn lakatosműhelyt.
Eddig egyetlen híres alkotása ismert, a Műcsarnok főkapuja, amelyet vörösrézből készített el, de a csarnok egész vasszerkezetét az ő kezei formázták. 1892-ben bízták meg a Műcsarnok felújításával,[forrás?] majd 1896-ban adták át ünnepélyes keretek között I. Ferenc József magyar király társaságában s egyúttal megnyitották a Millenniumi kiállítás képzőművészeti rendezvényét is. Munkájáról a Műcsarnok egy 1996-ban megjelent könyvében is szót ejt, valamint képpel is illusztrálja.
1896-ban kiállítási éremmel tüntették ki iparművészeti haladásért, jó ízlésért és jó munkáért. Ambrozovics Dezső a Műcsarnok főkapujának ismertetésekor Sátori Pált „jeles magyar lakatos-művész”-ként említi.
Halálát az anyakönyvi bejegyzés szerint tüdőgyulladás okozta.